# Masters 1972 (tennis)
De Masters 1972 in tennis werden van 28 november tot en met 2 december 1972 gehouden in de Palau Blaugrana in Barcelona. Er werd indoor op hardcourtbanen gespeeld. Het deelnemersveld bestond uit de beste acht spelers.
Ilie Năstase verdedigde met succes zijn titel.

## Speelschema

#### Groep A
|                |                | score    |
| -------------- | -------------- | -------- |
| Ilie Năstase   | Tom Gorman     | 6-2, 6-3 |
| Manuel Orantes | Bob Hewitt     | 6-3, 6-3 |
| Ilie Năstase   | Bob Hewitt     | 6-4, 6-4 |
| Tom Gorman     | Manuel Orantes | 6-3, 6-4 |
| Tom Gorman     | Bob Hewitt     | 6-4, 6-2 |
| Ilie Năstase   | Manuel Orantes | 6-3, 6-4 |

| Nr. | Speler         | Wedstrijd w-v | Sets w-v | Games w-v |
| --- | -------------- | ------------- | -------- | --------- |
| 1   | Ilie Năstase   | 3-0           | 6-0      | 36-20     |
| 2   | Tom Gorman     | 2-1           | 4-2      | 29-25     |
| 3   | Manuel Orantes | 1-2           | 2-4      | 26-30     |
| 4   | Bob Hewitt     | 0-3           | 0-6      | 20-36     |

#### Groep B
|               |               | score         |
| ------------- | ------------- | ------------- |
| Stan Smith    | Jimmy Connors | 3-6, 6-2, 7-5 |
| Jan Kodeš     | Andrés Gimeno | 6-3, 6-2      |
| Jimmy Connors | Jan Kodeš     | 6-4, 6-3      |
| Stan Smith    | Andrés Gimeno | 6-2, 3-6, 6-3 |
| Stan Smith    | Jan Kodeš     | 6-1, 6-0      |
| Jimmy Connors | Andrés Gimeno | 6-3, 6-7, 6-2 |

| Nr. | Speler        | Wedstrijd w-v | Sets w-v | Games w-v |
| --- | ------------- | ------------- | -------- | --------- |
| 1   | Stan Smith    | 3-0           | 6-2      | 43-25     |
| 2   | Jimmy Connors | 2-1           | 5-3      | 43-35     |
| 3   | Jan Kodeš     | 1-2           | 2-4      | 20-29     |
| 4   | Andrés Gimeno | 0-3           | 2-6      | 28-45     |

### Eindfase
|  | Halve finale | Halve finale  | Halve finale | Halve finale | Halve finale |   |              | Finale | Finale | Finale | Finale | Finale | Finale | Finale |
|  |              |               |              |              |              |   |              |        |        |        |        |        |        |        |
|  |              | Ilie Năstase  | 6            | 6            | 6            |   |              |        |        |        |        |        |        |        |
|  |              | Jimmy Connors | 2            | 3            | 2            |   |              |        |        |        |        |        |        |        |
|  |              | Jimmy Connors | 2            | 3            | 2            |   | Ilie Năstase | 6      | 6      | 3      | 2      | 6      |        |        |
|  |              |               |              |              |              |   | Ilie Năstase | 6      | 6      | 3      | 2      | 6      |        |        |
|  |              |               | Stan Smith   | 3            | 2            | 6 | 6            | 3      |        |        |        |        |        |        |
|  |              | Tom Gorman    | Stan Smith   | 3            | 2            | 6 | 6            | 3      | 7      | 5      | 7      |        |        |        |
|  |              | Tom Gorman    |              |              |              |   |              |        | 7      | 5      | 7      |        |        |        |
|  |              | Stan Smith    | 6            | 7            | 5            |   |              |        |        |        |        |        |        |        |